# 32263 Кузнеркевич
32263 Кузнеркевич (32263 Kusnierkiewicz) — астероїд головного поясу, відкритий 31 липня 2000 року.
Тіссеранів параметр щодо Юпітера — 3,320.